# 贝克德莫尔塔涅
贝克德莫尔塔涅（法語：Bec-de-Mortagne，法語發音：[bɛk də mɔʁtaɲ]）是法国滨海塞纳省的一个市镇，属于勒阿弗尔区。

## 地理
贝克德莫尔塔涅（49°42'14"N, 0°26'50"E）面积11.94 平方千米，位于法国诺曼底大区滨海塞纳省，该省份为法国北部沿海省份，其西部及北部濒大西洋英吉利海峡，东起顺时针与索姆省、瓦兹省、厄尔省和卡爾瓦多斯省接壤。
与贝克德莫尔塔涅接壤的市镇（或旧市镇、城区）包括：阿努维尔-维尔梅尼勒、孔特勒穆兰、芒特维尔。

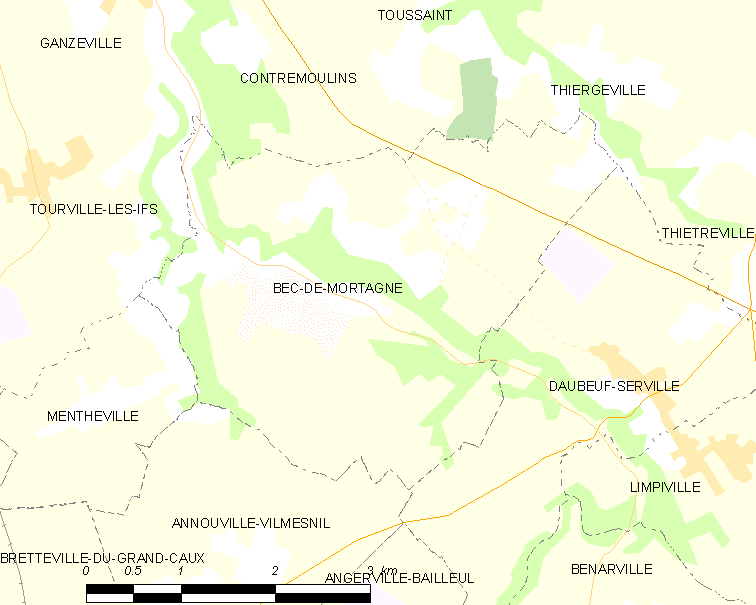
贝克德莫尔塔涅的OSM定位图

贝克德莫尔塔涅的时区为UTC+01:00、UTC+02:00（夏令时）。

## 行政
贝克德莫尔塔涅的邮政编码为76110，INSEE市镇编码为76068。

## 政治
贝克德莫尔塔涅所属的省级选区为圣罗曼-德科尔博斯克县。

## 人口

1962-2008年间贝克德莫尔塔涅人口变化图示

贝克德莫尔塔涅于2022年1月1日时的人口数量为676人。